# La Guerre des fées (film)
Pour le roman, voir La Guerre des fées.
Pour plus de détails, voir Fiche technique et Distribution.
La Guerre des fées (A Simple Wish) (Un simple souhait au Québec) est une comédie fantastique américaine réalisée par Michael Ritchie et sortie en 1997.

## Synopsis
Après le décès de sa femme, Oliver Greening, qui était chanteur, s'est reconverti en conducteur de calèche à Central Park pour élever sa fille de huit ans et son fils de quatorze ans, Anabel et Charlie. La petite fille n'a guère envie de quitter New York, et espère très fort que son père décrochera le rôle dont il rêve dans une comédie musicale, Two Cities, qui va se monter à Broadway. Pour cela, elle demande aux fées d'intercéder en sa faveur et se retrouve en présence de Murray... une fée homme ! Il s'avère que ce magicien n'est pas aussi doué qu'il ne devrait l'être, et ne cesse de causer du désordre partout où il passe avec ses sorts ratés... d'autant plus que Claudia, une ancienne fée devenue sorcière par haine envers les fées et Hortense, la reine des fées qui lui a confisqué sa baguette, s'en mêle. Son grand rêve est de détruire toutes les baguettes magiques pour pouvoir régner sur Terre... Sous l'ordre de Hortense, Anabel, Charlie et Murray décideront de l'en empêcher...

## Fiche technique
- Titre : La Guerre des fées
- Titre original : A Simple Wish
- Réalisation : Michael Ritchie
- Scénario : Jeff Rothberg
- Musique : Bruce Broughton
- Photographie : Ralf D. Bode
- Montage : William S. Scharf
- Production : Bill Sheinberg, Jonathan Sheinberg et Sid Sheinberg
- Société de production : Universal Pictures, The Bubble Factory et Sheinberg Productions
- Société de distribution : Universal Pictures
- Pays :  États-Unis
- Genre : Comédie, fantastique
- Durée : 89 minutes
- Dates de sortie : 
  -  États-Unis : 11 juillet 1997
  -  France : 8 juillet 1998

## Distribution
- Mara Wilson (VF : Kelly Marot) : Anabel Greening
- Martin Short (VF : Jérôme Keen) : Murray
- Francis Capra (VF : Donald Reignoux) : Charlie Greening
- Robert Pastorelli : Oliver Greening, le père
- Ruby Dee : Hortense, la reine de toutes les fées
- Kathleen Turner (VF : Anne Jolivet) : Claudia
- Amanda Plummer : Boots
- David Crean (VF : Jérôme Rebbot) : l'agent de Tony
- Clare Coulter : Madame Bramble